# 피넛
피넛(본명: 한왕호, 1998년 2월 3일~)은 대한민국의 리그 오브 레전드 프로게이머로 아이디는 Peanut이다. 포지션은 정글로 현재 한화생명 e스포츠 소속이다.
과거 이름은 윤왕호였으나 한왕호로 개명했다.

## 선수 경력
2014년 12월 20일 나진 e-mFire에 입단하면서 프로 커리어를 시작했다. 나이 제한으로 출전을 하지 못하다가 2015년 2월 25일에 치러진 SK텔레콤 T1과의 경기에서 프로 데뷔전을 치렀다.
2016 시즌 스토브 리그 기간 중 락스 타이거즈에 입단했다. 피넛은 락스의 주전 정글러로 활약했으며 팀의 서머 리그 우승에 기여했다. 팀의 서머 우승을 통해 롤드컵에 출전했으며 롤드컵에서 좋은 모습을 보여주며 팀의 4강 진출에 기여했다.
2017 시즌 스토브 리그 기간 중 SK텔레콤 T1에 입단했다. 2017 스프링 시즌 SK텔레콤의 주전 정글러로 활약했으며 팀의 스프링 우승에 기여했다. 이와 함께 피넛은 2017 스프링 시즌 결승 MVP를 수상했다. 스프링 우승으로 참가한 MSI에서 엄청난 활약을 보여주며 팀의 MSI 우승에 기여했다. 하지만 서머 시즌에 들어서는 부진을 겪게 되었으며 중간중간 블랭크에게 밀리며 출전하지 못하기도 했다. 2017년 롤드컵에서는 주전으로 출전했으나 팀은 준우승을 거두었다.
2018 시즌 스토브 리그 기간 중 킹존 드래곤 X로 이적했다. 스프링 시즌을 앞두고 킹존의 주전 정글러로 낙점받았다. 스프링 시즌 동안 피넛은 킹존에서 좋은 모습을 보여주며 팀을 우승시키는데 성공했다. 하지만 스프링 시즌 우승으로 참가한 MSI에서는 다시 부진한 모습을 보여주었다. 리프트 라이벌즈에서는 팀과 함께 무너지는 모습을 보여주었다. 2018년 아시안 게임 리그 오브 레전드 종목에 참가하는 대한민국 리그 오브 레전드 국가대표팀에 선발되었다. 아시안 게임에서는 은메달을 차지했다. 2018 시즌 종료 이후 올스타전에 참가했다.
2019 시즌 스토브 리그 기간 중 Gen.G에 입단했다. 하지만 2019 스프링 시즌에서는 매우 좋지 않은 모습을 보여주었다. 서머 시즌은 스프링 시즌 보다는 나아졌으나 전성기 시절의 모습을 보여주지는 못했다.
2020 시즌 스토브 리그 기간 중 리그 오브 레전드 프로리그의 LGD 게이밍에 입단했다. 2020 스프링 시즌 피넛은 기존의 부진한 폼에서 부활한 모습을 보여주었으며 스프링 종료 이후 LPL 서드 정글에 선정되었다. 서머 시즌에서도 좋은 모습을 보여주었으며 선발전을 통해 팀을 5년만에 롤드컵에 진출시키는데 성공했다.
2021 시즌 스토브 리그 기간 중 팀 다이나믹스와 계약을 맺고 LCK 무대로 복귀했다. 스프링 시즌 농심의 주전 정글러로 활약했으며 팀의 창단 첫 포스트시즌 진출을 견인했다. 서머 시즌에도 팀의 주전 정글러로서 활약하면서 농심의 서머 시즌 돌풍을 견인했다. 정규 시즌 종료 후 정규시즌 MVP에 선정되었으며 퍼스트 팀에 선정되었다.
2022시즌을 앞두고 비디디와 트레이드 되면서 Gen.G로 이적했다.
2024시즌을 앞두고 한화생명 e스포츠에 입단했다.

## 일화
피넛은 선수 생활을 하면서 우승컵을 많이 들어올리면서 '우승청부사'라는 별칭을 얻기도 했으나 이와 함께 준우승 횟수도 무려 10번을 기록하면서 고릴라를 제치고 역대 최다 준우승 타이틀을 얻기도 했다.

## 소속팀
| # | 팀명             | 소속 기간               | 소속 리그 | 비고 |
| - | ---------------- | ----------------------- | --------- | ---- |
| 1 | 나진 e-mFire     | 2014.12.20~2015.12.01   | LCK       |      |
| 2 | 락스 타이거즈    | 2016.01.06 ~ 2016.11.30 | LCK       |      |
| 3 | SK텔레콤 T1      | 2016.12.01 ~ 2017.11.21 | LCK       |      |
| 4 | 킹존 드래곤 X    | 2017.11.26 ~ 2018.11.19 | LCK       |      |
| 5 | Gen.G            | 2018.11.24 ~ 2019.11.18 | LCK       |      |
| 6 | LGD 게이밍       | 2019.11.22 ~ 2020.11.21 | LPL       |      |
| 7 | 농심 레드포스    | 2020.11.30 ~ 2021.11.23 | LCK       |      |
| 8 | Gen.G            | 2021.11.23 ~ 2023.11.21 | LCK       |      |
| 9 | 한화생명 e스포츠 | 2023.11.24 ~            | LCK       |      |

## 수상 내역

### LCK
- 롯데 꼬깔콘 리그 오브 레전드 챔피언스 코리아 스프링 2016 준우승
- 코카콜라 제로 리그 오브 레전드 챔피언스 코리아 서머 2016 우승
- 리그 오브 레전드 챔피언스 코리아 스프링 2017 우승
- 리그 오브 레전드 챔피언스 코리아 스프링 2017 포스트시즌 최우수선수
- 리그 오브 레전드 챔피언스 코리아 서머 2017 준우승
- 리그 오브 레전드 챔피언스 코리아 스프링 2018 우승
- 리그 오브 레전드 챔피언스 코리아 서머 2021 정규시즌 최우수선수
- 2022 리그 오브 레전드 챔피언스 코리아 스프링 준우승
- 2022 리그 오브 레전드 챔피언스 코리아 서머 우승
- 2023 리그 오브 레전드 챔피언스 코리아 스프링 우승

### LoL KeSPA컵
- 2016 LoL KeSPA컵 우승
- 2017 LoL KeSPA컵 준우승
- 2018 LoL KeSPA컵 준우승
- 2020 LoL KeSPA컵 울산 준우승

### 국제 대회
- 리그 오브 레전드 월드 챔피언십 2016 4강
- 리그 오브 레전드 미드 시즌 인비테이셔널 2017 우승
- 리프트 라이벌즈 2017 준우승
- 리그 오브 레전드 월드 챔피언십 2017 준우승
- 리그 오브 레전드 미드 시즌 인비테이셔널 2018 준우승
- 리프트 라이벌즈 2018 준우승
- 2018년 아시안 게임 은메달
- 리그 오브 레전드 올스타전 2018 우승
- 리그 오브 레전드 올스타전 2019 우승
- 리그 오브 레전드 월드 챔피언십 2022 4강

### 개인 수상
- e스포츠 명예의 전당 히어로즈